# Átomo de Quine
Em matemática, um átomo de Quine é um conjunto unitário Q cujo único elemento é ele mesmo: Q = { Q }.. O nome faz referência ao filósofo e lógico Willard Van Orman Quine.
Na teoria dos conjuntos mais amplamente utilizada, baseada nos Axiomas de Zermelo-Fraenkel, o átomo de Quine não existe: é imediato provar que {\displaystyle \forall x,x\not \in x\,}; basta construir o conjunto y = { x, x} (pelo axioma do par) e usar o axioma da regularidade no conjunto (não-vazio) y para concluir que {\displaystyle \not \exists z,z\in y\land z\in x\,}, ou seja, como z = x, {\displaystyle x\not \in x\,}.
Um sistema de axiomas que aceita o átomo de Quine e outros hiperconjuntos é uma teoria dos conjuntos não-bem-fundada. Por exemplo, o axioma anti-fundação de Aczel permite mostrar que o átomo de Quine existe, e é único..